# Právo
Právo (Le Droit) est un quotidien publié en République tchèque. 

## Rudé Právo
Créé en 1920, le journal est tout d'abord publié sous le nom de Rudé Právo (Le Droit rouge, on dirait plutôt La Justice rouge en français) et est l'organe de presse du parti communiste tchécoslovaque ce qui en fait, en quelque sorte, l'équivalent de la Pravda.

## Après la Révolution de velours
Après la Révolution de velours de 1989, la rédaction prend ses distances avec le PCT et le quotidien modifie son nom pour devenir Právo (Le Droit). Il est désormais considéré proche du Parti social-démocrate tchèque.
Son rédacteur en chef est Zdeněk Porybný. Il est édité par Borgis. 
En moyenne, il est lu par 603 000 personnes (troisième quotidien le plus lu) dans un pays de dix millions d'habitants.

## Divers
Le quotidien était avec les journaux polonais Trybuna Ludu et est-allemand Neues Deutschland, coorganisateur de la Course de la Paix, épreuve cycliste par étapes sillonnant les routes polonaises, tchécoslovaques et de République démocratique allemande.

## Suppléments
- Décoration intérieure et immobilier (les mercredis)
- Magazine télé (les samedis)